# Jean-Baptiste Tiendrebeogo
Jean-Baptiste Tiendrebeogo (* 17. Februar 1941 in Ouagadougou, heute Burkina Faso; † 14. Mai 1998) war ein burkinischer Geistlicher und römisch-katholischer Bischof von Kaya.

## Leben
Jean-Baptiste Tiendrebeogo trat nach dem Besuch der katholischen Grundschule in Ouagadougou im Jahr 1955 in das Knabenseminar in Pabré ein. 1964 erwarb er die Hochschulreife und trat in das Priesterseminar in Koumi ein. Am 18. Juni 1970 empfing er das Sakrament der Priesterweihe für das Erzbistum Ouagadougou.
Nach der Priesterweihe war er bis zum Sommer 1973 in der Pfarrseelsorge tätig. Nach weiteren Studien an der Universität Straßburg erwarb er 1975 einen Mastergrad in Theologie und 1976 einen Master in Ethnolinguistik. Im selben Jahr erwarb er zudem einen DEA-Abschluss in Theologie. Nach der Rückkehr in die Heimat war er ab Oktober 1976 Vikar und ab August 1977 Pfarrer an der Kathedrale von Ouagadougou. 1978 wurde er zusätzlich zum Generalvikar des Erzbistums ernannt.
Papst Johannes Paul II. ernannte ihn am 5. November 1981 zum Titularbischof von Thucca in Numidia und zum Weihbischof in Ouagadougou. Der Erzbischof von Ouagadougou, Paul Kardinal Zoungrana MAfr, spendete ihm am 23. Januar des folgenden Jahres vor der Lourdesgrotte in Ouagadougou die Bischofsweihe; Mitkonsekratoren waren der Apostolische Pro-Nuntius in Obervolta, Erzbischof Justo Mullor García, und der Bischof von Koupéla, Dieudonné Yougbaré. Als Wahlspruch wählte er Dedit nobis ministerium reconciliationis (deutsch: Er übergab uns den Dienst der Versöhnung).
Am 30. März 1996 ernannte ihn Papst Johannes Paul II. zum Bischof von Kaya. Er starb nach nur zwei Jahren im Amt mit 57 Jahren.